# ザヴィシャ・チャルニ

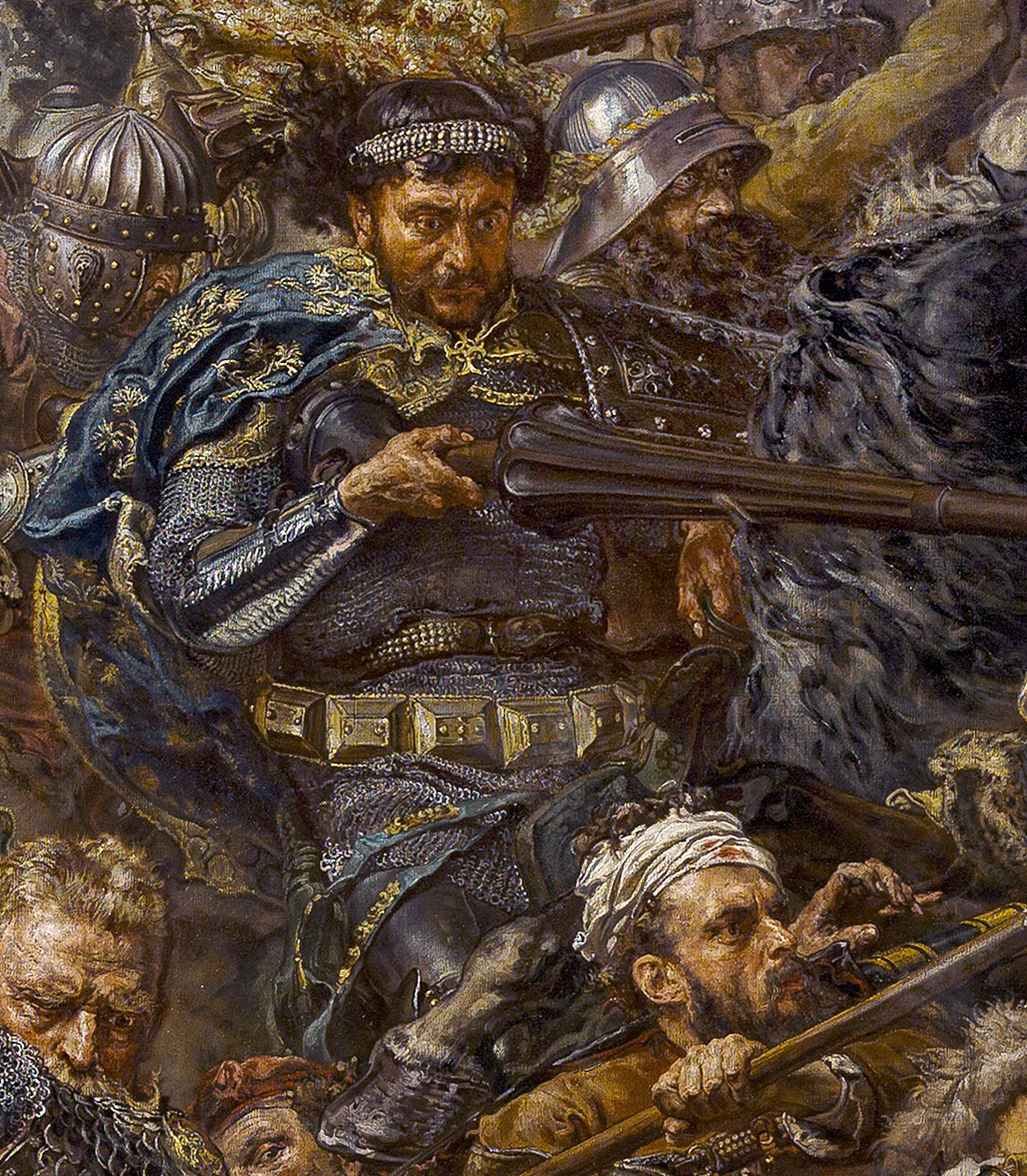
ザヴィシャ・チャルニ

サヴィシャ・チャルニ（Zawisza Czarny、1379年 - 1428年）は、ポーランド出身の騎士、外交官。別名「サヴィシャ・チャルネ」で黒い甲冑を装備していたことから「黒騎士」の称号を持つ。時の神聖ローマ帝国皇帝ジギスムントの元で活躍した。現在でも伝説の騎士として有名である。なお、「チャルニ」（チャルネ）は「黒」という意味の渾名で本名ではない。

## 経歴
ザヴィシャは1410年のタンネンベルクの戦いで武勲を上げ、ジギスムント指揮の下トルコ、フス派との戦いにも参加した。騎士として世の平定を求めて活動していたが、1428年対トルコ戦での500人のポーランド騎士を率いての戦争で敗れて捕虜となり、斬首刑により処刑された。

## 騎士の中の騎士
ザヴィシャは槍試合で無敗を誇り、1412年のハンガリーのブダで1500人の騎士の中で優勝し、1416年には南フランスのペルピニャンで開かれた大会では当代最強とされたアラゴンのフアンという騎士にも勝利を収めている。外交官としても活躍し、ジギスムントとポーランド王ヴワディスワフ2世との和平交渉を実現させ、コンスタンツ公会議にポーランド使節団の一員として参加するなどしている。 
コンスタンツでは監禁状態のヤン・フスに面会し、フスへも理解を示し、彼への不当な扱いと処刑にも反対した。後にヤン・ジシュカに敗れ捕虜にされたが、身代金と引き換えに釈放されたのはフスへの対応をジシュカが評価したものと考えられる。理想の騎士として信義に篤い高潔な人物でポーランド王やジギスムントからも信頼され、存命中から騎士の鑑と評されていた。ポーランド語では「ザヴィシャのように信頼できる」という言葉がある。

## 補足
ポーランドのサッカークラブザヴィシャ・ブィドゴシュチュのチーム名のモデルになった。
高い腕前を持ち強い信念を持つが、騎士としての非情さも持っていた。
最後の戦争ではいかに最強であれ高齢の問題と戦況により敗れたとされる。